# Birth of the Cool
Birth of the Cool är ett album av Miles Davis som samlar tolv låtar från inspelningar gjorda vid tre tillfällen i januari och april 1949 samt i mars 1950. Låtarna släpptes först som singlar av Capitol Records och samlades först senare till ett album vilket gavs ut 1957. Albumet gavs titeln Birth of the Cool på grund av inspelningarnas influens till den stil som hade getts namnet cool jazz.
Sammanlagt medverkar 19 olika musiker, dock bara 9 åt gången. Fyra musiker deltog vid alla de tre inspelningstillfällena, utöver Davis även Gerry Mulligan, Lee Konitz och Bill Barber.

## Låtlista
1. "Move" (Denzil Best) - 2:35
2. "Jeru" (Gerry Mulligan) - 3:10
3. "Moon Dreams" (Chummy MacGregor, Johnny Mercer) - 3:21
4. "Venus de Milo" (Gerry Mulligan) - 3:14
5. "Budo" (Miles Davis, Bud Powell]) - 2:34
6. "Deception" (Miles Davis) - 2:50
7. "Godchild" (George Wallington) - 3:12
8. "Boplicity" (Cleo Henry) - 3:02
9. "Rocker" (Gerry Mulligan) - 3:07
10. "Israel" (Johnny Carisi) - 2:19
11. "Rouge" (John Lewis) - 3:17
12. "Darn That Dream" (Eddie DeLange, Jimmy Van Heusen) - 3:26

## Medverkande
- Miles Davis – trumpet
- Lee Konitz – altsaxofon
- Bill Barber – tuba
- Gerry Mulligan – barytonsaxofon

21 januari 1949
- Kai Winding – trombon
- Al Haig – piano
- Junior Collins – horn
- Joe Shulman – kontrabas
- Max Roach – trummor

22 april 1949
- J.J. Johnson – trombon
- John Lewis – piano
- Sandy Siegelstein – horn
- Nelson Boyd – kontrabas
- Kenny Clarke – trummor

9 mars 1950
- J.J. Johnson – trombon
- Gunther Schuller – horn
- Al McKibbon – kontrabas
- Max Roach – trummor
- Kenny Hagood – sång på "Darn That Dream"